# 49 Days
49 Days (hangul: 49일; hanja: 49日; MR: 49 il) é uma série de televisão sul-coreana estrelada por Lee Yo-won, Nam Gyu-ri, Jo Hyun-jae, Bae Soo-bin, Jung II-woo e Seo Ji-hye. Ela foi exibida pela SBS TV de 16 de março a 19 de maio de 2011 com um total de vinte episódios. Seu enredo principal gira em torno pela busca da protagonista, de três lágrimas derramadas pelas pessoas que a amam de verdade para conseguir viver.

## Enredo
Shin Ji-hyun (Nam Gyu-ri), é uma jovem que vive uma felicidade absoluta, filha de pais ricos a mesma está de casamento marcado com seu grande amor Kang Min-ho (Bae Soo-bin). No entanto, durante os preparativos para seu casamento, ela acaba participando de um acidente de automóvel que a deixa em coma.
Para Ji-hyun conseguir viver, lhe é dada a oportunidade de realizar uma missão: reunir três lágrimas derramadas por pessoas que realmente a amam de verdade (e que não sejam de sua família) em até 49 dias. Em sua luta para sobreviver, ela possui o corpo de Song Yi-kyung (Lee Yo-won), uma pessoa depressiva que trabalha em uma loja de conveniência. É assim que uma série de eventos começa, onde Ji-hyun no corpo de Yi-kyung descobrirá a verdadeira face das pessoas que a cerca.

## Elenco

### Principal
- Lee Yo-won como Song Yi-kyung/Shin Ji-min/Shin Ji-hyun[3][4]

Uma mulher que vive desanimada e sozinha em um apartamento degradado. Yi-kyung mostra-se impassível e cronicamente deprimida e acaba tendo seu corpo físico usado por Ji-hyun.
- Nam Gyu-ri como Shin Ji-hyun e Kim Yoo-bin como Shin Ji-hyun jovem

Apelidada por seus amigos de "princesa otimista", Ji-hyun é uma noiva feliz e amável. Ela acaba tendo que realizar sua missão dentro do corpo de Yi-kyung para continuar vivendo e ao mesmo tempo, vai conhecendo realmente as pessoas com quem convive.
- Jung II-woo como Programador/Song Yi-soo[5][6]

Um rapaz que há cinco anos tem a função de ser um Programador (ou seja, o de levar as pessoas para seu destino final), e que não guarda memórias de seu passado. É ele quem acaba auxiliando Ji-hyun em seu processo de buscar pelas três lágrimas.
- Jo Hyun-jae como Han Kang

Um dos amigos de Ji-hyun durante seu ensino médio, embora eles não estivessem tão próximos antes do acidente dela, ele é o pilar de apoio da mesma ao longo de sua jornada dos 49 dias.
- Bae Soo-bin como Kang Min-ho

O noivo de Ji-hyun aparentemente perfeito, de boa aparência e talento admirável. Ao longo da jornada dos 49 dias de Ji-hyun, sua verdadeira natureza é aflorada.
- Seo Ji-hye como Shin In-jung

É a uma das melhores amigas de Ji-hyun, mostrada inicialmente como uma amiga confiável.

### Recorrente
- Choi Jung-woo como Shin Il-shik, pai de Ji-hyun
- Yu Ji-in como Jung Mi-ok, mãe de Ji-hyun
- Bae Geu-rin como Park Seo-woo
- Son Byong-ho como Oh Hae-won
- Moon Hee-kyung como Bang Hwa-joon
- Kang Sung-min como Noh Kyung-bin
- Yoon Bong-gil como Cha Jin-young
- Kim Ho-chang como Ki Joon-hee
- Jin Ye-sol como Ma Soon-jung
- Lee Jong-park como Go Mi-jin

### Aparições especiais
- Ban Hyo-jung como programadora mais velha
- Kim Hyung-bum como outra pessoa com a missão dos 49 dias (ep. 15)
- Jung Da-hye
- Jo Young-jin
- Goo Seung-hyun como criança
- Kim Min-jwa

## Recepção
Os números azuis representam as audiências mais baixas e os números vermelhos representam as audiências mais elevadas.
| 1     | 16 de março de 2011 | 8.1%  | 9.5%  |
| 2     | 17 de março de 2011 | 8.0%  | 9.5%  |
| 3     | 23 de março de 2011 | 8.8%  | 10.7% |
| 4     | 24 de março de 2011 | 10.2% | 12.2% |
| 5     | 30 de março de 2011 | 10.2% | 13.2% |
| 6     | 31 de março de 2011 | 10.5% | 12.8% |
| 7     | 6 de abril de 2011  | 10.0% | 12.5% |
| 8     | 7 de abril de 2011  | 10.5% | 12.8% |
| 9     | 13 de abril de 2011 | 10.0% | 12.1% |
| 10    | 14 de abril de 2011 | 10.8% | 13.3% |
| 11    | 20 de abril de 2011 | 11.0% | 13.7% |
| 12    | 21 de abril de 2011 | 12.3% | 15.1% |
| 13    | 27 de abril de 2011 | 12.3% | 14.3% |
| 14    | 28 de abril de 2011 | 11.9% | 13.8% |
| 15    | 4 de maio de 2011   | 14.0% | 17.4% |
| 16    | 5 de maio de 2011   | 14.5% | 16.2% |
| 17    | 11 de maio de 2011  | 15.2% | 19.1% |
| 18    | 12 de maio de 2011  | 12.7% | 15.4% |
| 19    | 18 de maio de 2011  | 15.8% | 19.4% |
| 20    | 19 de maio de 2011  | 17.1% | 19.9% |
| Média | Média               | 11.7% | 14.1% |

## Prêmios e indicações
| Ano  | Premiação                        | Categoria                                      | Beneficiário | Resultado |
| ---- | -------------------------------- | ---------------------------------------------- | ------------ | --------- |
| 2011 | Seoul International Drama Awards | Atriz Excepcional Coreana                      | Lee Yo-won   | Indicado  |
| 2011 | SBS Drama Awards                 | Prêmio Top Excelência, Atriz em Drama Especial | Lee Yo-won   | Indicado  |
| 2011 | SBS Drama Awards                 | Prêmio de Excelência, Ator em Drama Especial   | Jo Hyun-jae  | Indicado  |
| 2011 | SBS Drama Awards                 | Prêmio de Excelência, Ator em Drama Especial   | Bae Soo-bin  | Indicado  |
| 2011 | SBS Drama Awards                 | Prêmio de Excelência, Atriz em Drama Especial  | Nam Gyu-ri   | Indicado  |
| 2011 | SBS Drama Awards                 | Prêmio de Excelência, Atriz em Drama Especial  | Seo Ji-hye   | Indicado  |
| 2011 | SBS Drama Awards                 | Prêmio dos Produtores, Atriz                   | Lee Yo-won   | Venceu    |
| 2011 | SBS Drama Awards                 | Top 10 Estrelas                                | Lee Yo-won   | Venceu    |

## Transmissão internacional
| País      | Canal     | Ano  |
| --------- | --------- | ---- |
| Japão     | KNTV      | 2011 |
| Japão     | Fuji TV   | 2011 |
| Filipinas | ABS-CBN   | 2011 |
| Tailândia | Channel 7 | 2013 |
| Singapura | Channel U | 2014 |

## Remake
A emissora ABS-CBN produziu um remake filipino sob o título de Pure Love (pois a tradição coreana de 49 dias após a morte é diferente dos 40 dias filipinos). Ele foi estrelado por Alex Gonzaga, Yen Santos, Joseph Marco, Matt Evans, Arjo Atayde, Yam Concepcion e Sunshine Cruz. Sua exibição ocorreu de 7 de julho a 14 de novembro de 2014.